# Burenwurst

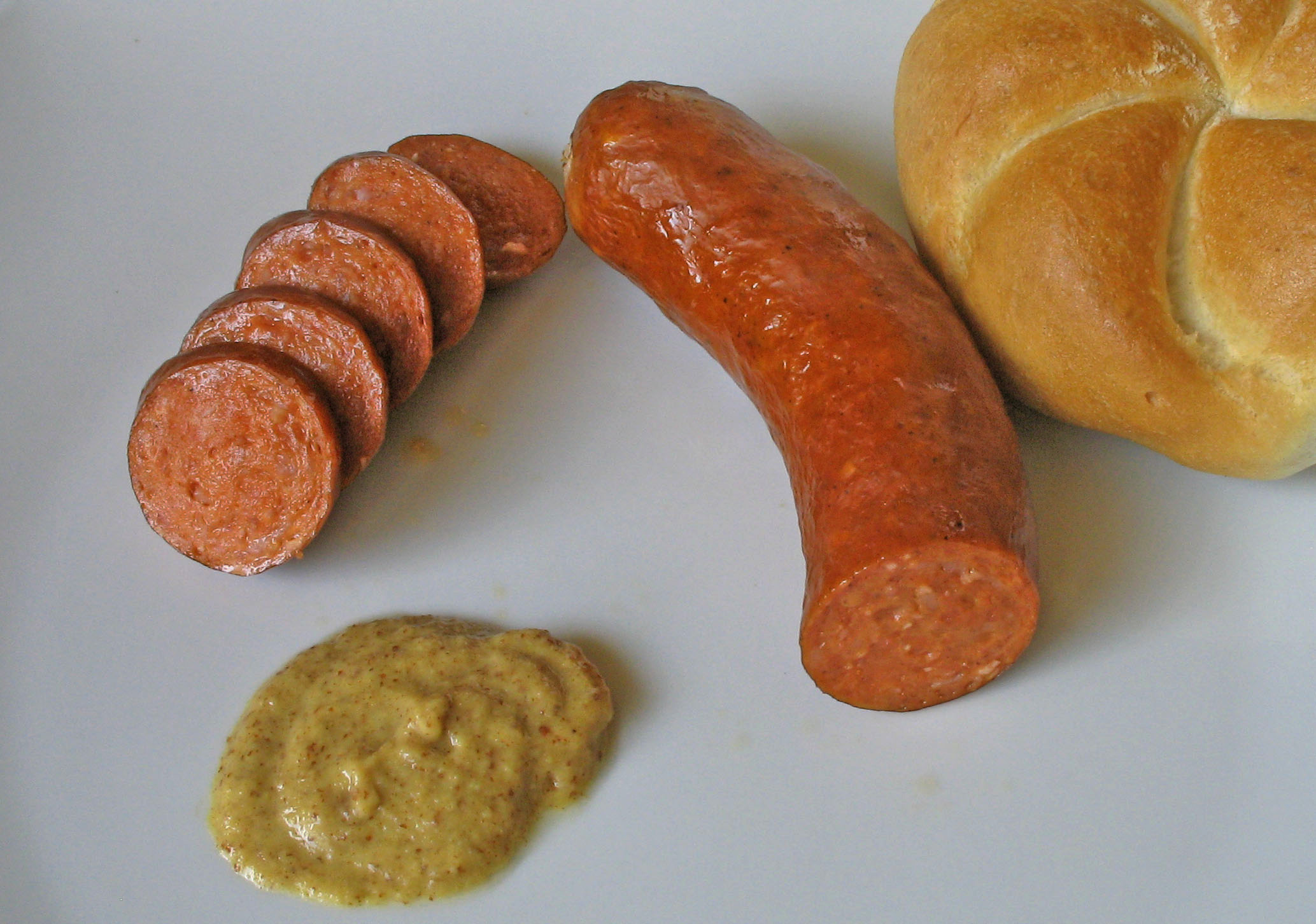
Burenwurst mit süßem Senf und Kaisersemmel.

Die Burenwurst (mundartlich Haße = „Heiße“, Burenheidl oder Burenhäutl = „Burenhaut“, oder Klobasse, auch Klobassa oder Klobassi, Plural Klobassen) ist eine grobe österreichische Brühwurst, die seit dem 19. Jahrhundert zum Standardangebot österreichischer Würstelstände gehört. Erhältlich ist sie als Einzelwurst, manchmal aber auch als Meterware; in diesem Fall wird sie nach Gewicht oder in Zentimeter bestellt und nach Gewicht bezahlt. Im Original wird die Burenwurst niemals gebraten oder gegrillt, sondern ausschließlich gesotten.
Die Wurstmasse der Burenwurst besteht, laut Österreichischem Lebensmittelbuch (Sorte 3b), aus 37 Teilen Rindfleisch II und/oder Schweinefleisch II, 25 Teilen Speck I, 20 Teilen Salzstoß und 18 Teilen Trinkwasser.

## Etymologie
Das Synonym für eine Variante der Burenwurst ist Klobasse (i. d. Regel bezogen auf die Meterware, stückweise von einer in der Produktion langen Wurst abgeschnitten), wohl abgeleitet von slawischen Bezeichnungen, wie etwa dem tschechischen und slowakischen klobása, wobei es sich allerdings um eine Bratwurst handelt. Das gemeinslawische kъlbasa bedeutet Wurst. Dieses kommt vom osttürkischen kül bassı (‚gegrilltes Kotelett‘), dieses wiederum vom türkischen külbastı (kül ‚Kohlen, Asche‘ + bastı ‚gedrücktes (Fleisch)‘ von basmak ‚drücken‘).
Die Herkunft der Bezeichnung Burenwurst ist ungeklärt, Sprachwissenschaftler bieten dafür verschiedene Theorien an, denen allen gemein ist, direkt oder indirekt zu einer Bezeichnung für „Bauernwurst“ aus dem (ursprünglichen) nördlichen Bereich der westgermanischen Sprachen zu führen.
- Möglich wäre die Benennung nach den Buren (afrikaans: Boere ‚Bauern‘) in Südafrika, da sie zur Zeit des Burenkrieges (1899–1902) in Österreich populär wurde. Der Krieg wurde auch in Wien heftig diskutiert und fand vor allem bei Deutschnationalen Zustimmung. Man sammelte Geld zur Unterstützung der Buren, man komponierte Burenmärsche und -lieder und es kamen neben der Wurst Burenhüte und Burenheringe in Mode.[5]
- Eventuell ist der Name auch aus dem norddeutschen Dialekt übernommen worden als Bezeichnung für eine „Bauernwurst“.[3]
- Diskutiert wird auch die Herleitung von Boerewors, die ursprünglich aus den Niederlanden stammen soll.

Der Begriff Kolbász wird für eine Reihe verwandter Wurstwaren mittel- und osteuropäischer Provenienz verwendet.

## Die Burenwurst in der Musik
1977 veröffentlichte der Medienexperte und Politikberater Hans Pusch die Single Burenwurst, das Cover stammte von Manfred Deix, der Text von Gerhard Bronner und Lore Krainer.
Die österreichische Band S.T.S. beschwert sich in ihrem Hit „Fürstenfeld“ über die Qualität der Wiener Burenhäutl.
Der österreichische Liedermacher und einer der Begründer des Austropops, Wolfgang Ambros, besingt 1975 im Lied „A Gulasch und a Seitl Bier“ die positive Wirkung. A Kracherl und a Burnhaut / Des hot mi oft scho viereghaut / Auf d' Nocht!.